# Kiment a ház az ablakon
A Kiment a ház az ablakon egy magyar népdal. Vikár Béla gyűjtötte Szovátán, de a nótafa (Józsa Zsuzsa) az Udvarhely vármegyei Bözödből származott, onnan hozta a dalt.
A kiment a ház jelentése: kiment a ház népe.
Kánonban is énekelhető. A második szólam minden versszakot más-más (csillaggal jelölt) helyen kezdhet.

## Kotta és dallam
| Kiment a ház az ablakon, benne maradt a vén asszony. Zsuppot kötött a hátára, úgy ballagott a vásárra. | Jerünk, menjük vendégségbe, három hétig tart egyvégbe, vigyünk el egy rosta vizet, a nagyharang majd megfizet. | Sült malac ott strázsát álljon, sült ökör utcán sétáljon, szarva közt kalácsot hordjon, két csípőjén kulacs lógjon. | Rongyos a kend háza vége, piros a kend lánya képe, adja nekem a kend lányát, megcsinálom a kend házát. |
| Kiment a áz az ablakon, benne maradt egy vénasszony. Harminchárom foga híja, mégis a babáját hívja.    | A rókának nincs nadrágja, mert a posztó nagyon drága. Ha a posztó olcsó volna, a rókán is nadrág volna.        | | |

## Felvételek
- Kiment a ház az ablakon. Ovitévé  YouTube (2012. szeptember 28.)  (Hozzáférés: 2017. június 18.) (videó, szöveg)
- Kiment a ház az ablakon. Román Fanni klarinét, Kócziás György zongora  YouTube (2016. május 13.)  (Hozzáférés: 2017. június 18.) (videó)